# Фелікс Салінас
Фелікс Салінас (ісп. Félix Salinas, нар. 11 травня 1939) — перуанський футболіст, що грав на позиції захисника.
Виступав, зокрема, за клуб «Універсітаріо де Депортес», а також національну збірну Перу.

## Клубна кар'єра
У дорослому футболі дебютував 1965 року виступами за команду «Сентро Ікеньйо», в якій провів один сезон, після чого став гравцем клубу «Універсітаріо де Депортес», до складу якого приєднався 1966 року. Відіграв за команду з Ліми наступні вісім сезонів своєї ігрової кар'єри і чотири рази ставав чемпіоном Перу у 1966, 1967, 1969 та 1971 роках.
1974 року вирушив до Мексики, де грав за місцеві клуби «Атлетіко Еспаньйол», «Пуебла» та «Сакатепек»

## Виступи за збірну
5 лютого 1970 року дебютував в офіційних матчах у складі національної збірної Перу в товариській грі проти Чехословаччини (0:2). Того ж року у складі збірної був учасником чемпіонату світу 1970 року у Мексиці, але на поле не виходив.
Востаннє зіграв у національній збірній 9 серпня 1972 року в товариському матчі проти Мексики (3:2). Загалом протягом кар'єри у національній команді, яка тривала 3 роки, провів у її формі 12 матчів.

## Титули і досягнення
- Чемпіон Перу (4):

«Універсітаріо де Депортес»: 1966, 1967, 1969, 1971